# Triumph Daytona 675
Die Daytona 675 ist ein Motorrad der Kategorie Supersportler des englischen Motorradherstellers Triumph.
Sie wurde 2006 in den deutschsprachigen Markt eingeführt und erstmals für das Modelljahr 2009 leicht überarbeitet.

## Technik
Triumph setzt als einziger Hersteller in der Supersportklasse auf einen flüssigkeitsgekühlten Dreizylinder-Reihenmotor mit zwei obenliegenden Nockenwellen und vier Ventilen pro Zylinder. Für die Gemischaufbereitung sorgt eine elektronische Saugrohreinspritzung, eine Klappensteuerung im Ansaug- und im Auspufftrakt für kräftigen Durchzug bereits im unteren und mittleren Drehzahlbereich. Eine Ausgleichswelle hält die konzeptbedingten Vibrationen in Grenzen.
Das Motorrad hat einen Aluminium-Brückenrahmen, das Fahrwerk besteht aus einer voll einstellbaren 41-mm-Upside-Down-Gabel und einer steifen Aluminium-Zweiarmschwinge mit einem, über ein Hebelsystem angelenkten, einstellbaren Zentral-Federbein. Ein serienmäßiger Lenkungsdämpfer unterdrückt Lenkerschlagen („Kick Back“) wirkungsvoll.
Die Daytona 675 hat eine Bremsanlage mit zwei 308-mm-Bremsscheiben vorn, radial verschraubten 4-Kolben-Festsätteln von Nissin und einer Radialbremspumpe.
Die Modellpflegemaßnahmen für das Modelljahr 2009 umfassen folgende Punkte:
- separate Einstellmöglichkeit der Druckstufendämpfung im Low- und High-Speed-Bereich an Vorder- und Hinterradaufhängung
- Leistungserhöhung auf 92 kW/125 PS bei 12.500/min
- Gewichtsreduktion um drei Kilogramm auf 162 kg Trockengewicht
- neue Nissin 4-Kolben-Monoblock-Radialbremssättel vorne
- überarbeitetes Mapping des Motormanagements
- Austausch einiger Motorteile mit Teilen aus dem Racing-Kit
- hydraulischer Steuerkettenspanner
- leichte optische Änderungen.

Mit dem Modelljahr 2011 wurde die Daytona 675R eingeführt. Der Unterschied zur Daytona 675 liegt in der Radaufhängung (Öhlins) und Bremsen (Brembo) sowie CFK-Teile für Cockpiteinfassung, Hinterradabdeckung, vorderen Kotflügel, Auspuffabdeckung und Quickshifter.
Zum Jahr 2013 wurde die Schwinge asymmetrisch und der Auspuff zwischen Schwingenachse und Hinterachse endend statt über dem Hinterrad endend gestaltet.  Der Lenkkopfwinkel wurde größer, der Nachlauf und der Radstand kürzer. Das Heck wird von einem Alu-Gussteil getragen. Der Motor mit größerer Bohrung und verkürztem Hub leistet 94 kW (128 PS), der Drehzahlbegrenzer greift erst bei 14.400/min ein.

## Presse
Die Daytona hat bereits in ihrem ersten Jahr nach der Markteinführung viele wichtige Vergleichstests gegen die etablierte japanische Konkurrenz sowie die italienische Ducati 749 gewonnen. Besonders der durchzugsstarke Motor, das Handling und die Ausgewogenheit des gesamten Motorrades begeistern die Tester.

## Rennsport
Auch im Rennsport ist Triumph wieder vertreten. Nach der Teilnahme an der Bol d’Or 2006 wurde in Daytona 2007 nach Änderungen der Homologationsrichtlinien in nationalen Rennserien in der Supersport-Kategorie eingesetzt. Eine Homologation für die Supersport-Weltmeisterschaft wurde für 2008 erreicht. Beim Supersport WM-Meeting in Donington 2009, erzielte der Fahrer Garry McCoy den dritten Platz und somit die erste Podiumsplatzierung für Triumph in der WM. Erfolgreichster Fahrer auf einer Triumph Daytona 675 war Chaz Davies im Jahre 2010, als er vier Mal den dritten Platz erreichen konnte und die Saison als Gesamtvierter abschloss.

### Nationale Titel
- 2007: Champion de France Supersport  Kenny Foray
- 2008: Deutscher Meister IDM-Supersport  Arne Tode (G-LAB Racing Sport Evolution)
- 2008: British Supersport Champion  Glen Richards (Embassy Racing Moto)
- 2012: British Supersport Champion  Glen Richards (Smiths (Gloucester) Racing)
- 2012: Australian Supersport Champion  Mitchell Carr (AARK Racing Insure My Ride)
- 2014: British Supersport Champion  Billy McConnell (Smiths Triumph Racing)
- 2014: Canadian Pro Sport Bike Champion  Kenny Riedmann
- 2015: British Supersport Champion  Luke Stapleford (Profile Racing)
- 2015: Canadian Pro Sport Bike Champion  Kenny Riedmann

## Farben
- 2006: Tornado Red, Scorched Yellow, Graphite
- 2007: Tornado Red, Scorched Yellow, Graphite, Jet Black
- 2008: Tornado Red, Jet Black, Neon Blue, Sondermodell Special Edition Phantom Black
- 2009: Tornado Red, Jet Black, Sondermodell Special Edition Pearl White
- 2010: Tornado Red, Phantom Black, Caspian Blue, Special Edition Pearl White mit blauen Graphikdecals
- 2011: Tornado Red, Phantom Black, Caspian Blue (Daytona 675) und Crystal White/Jet Black (Daytona 675R)
- 2012: Diablo Red, Phantom Black, Sulfur Yellow (Daytona 675) und Crystal White/Jet Black (Daytona 675R)
- 2013: Diablo Red/Jet Black, Phantom Black/Graphite, Crystal White/Sapphire Blue (Daytona 675) und Crystal White/Jet Black (Daytona 675R)

## Sondermodelle
Im Modelljahr 2008 wurde eine Limited Edition auf den Markt gebracht. Diese auf 100 Stück limitierte Variante war nur auf dem englischen Markt erhältlich. Anlass dafür waren die Erfolge 2006 und 2007 beim Master Bike Test, wie auch in der Super Sport Klasse. Sie unterscheidet sich durch folgende Carbonteile zur Serie: dem Schutzblech vorne und hinten, der Cockpitabdeckung, dem Auspuff-Hitzeschild, den Fersenschoner und dem Kettenschutz. Außerdem war sie nur in Graphit-Grau erhältlich und hatte ein besonderes Dekorkit. Es gab zu jedem Exemplar ein entsprechendes Zertifikat.
Des Weiteren präsentierte Triumph für das Modelljahr 2008 eine Sonderversion namens Special Edition, die technisch gleich, jedoch in der Farbe Phantom Black mit goldfarbenen Felgen und Decals sowie schwarzen Motordeckeln angeboten wird.
Für das Modelljahr 2009 ist die Daytona 675 als Sonderversion mit in Pearl White lackierten Verkleidungsteilen und in Sparkle Blue lackiertem Rahmen, Schwinge und Hilfsrahmen verfügbar.
Eine weitere Sonderversion wird für das Modelljahr 2010 auf Basis des Sondermodells für 2009 angeboten. Zusätzlich zu der Version 2009 erhält dieses Modell neben geänderten Decals einige Carbonblenden sowie aus Aluminium gefräste Handhebel.
Ende 2012, zur Ablöse der Modellserie 2009–2012, kam eine limitierte Auflage „DARK Edition“ für das 2012er Modell. Diese Version hat eine komplett neue Lackierung, wobei besonders die Lackierung des Tankes hervorsticht. Angefertigt wurde die Lackierung von Harley-Davidson-Farbspezialisten. Es gibt weltweit nur 30 Exemplare von diesem Model.

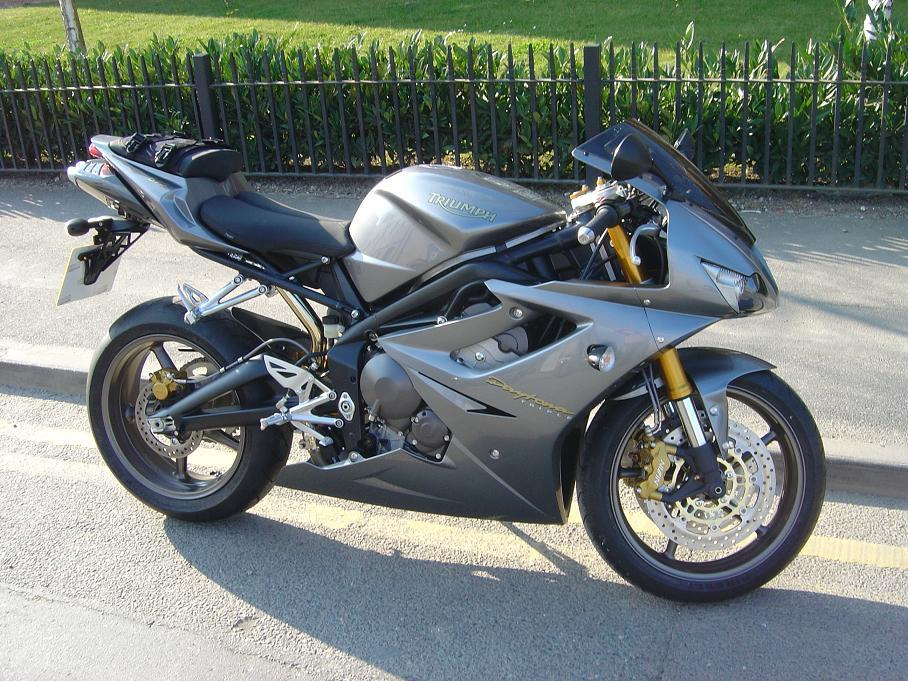
Graphite
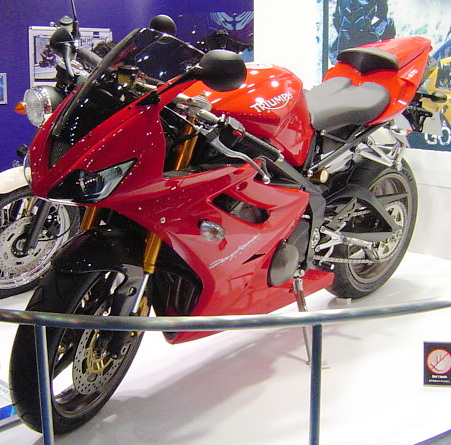
Tornado Red
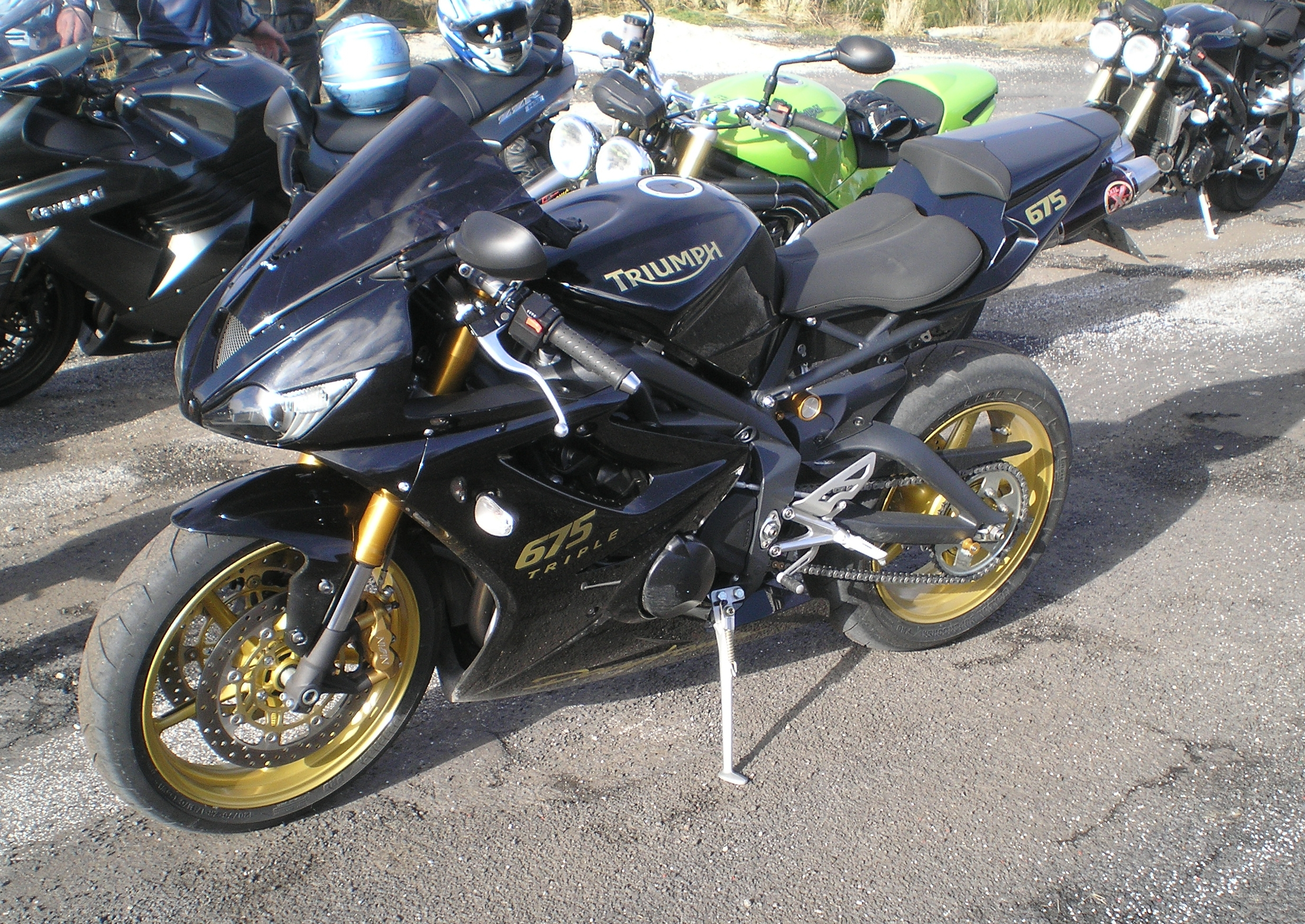
Special Edition (Modelljahr 2008)
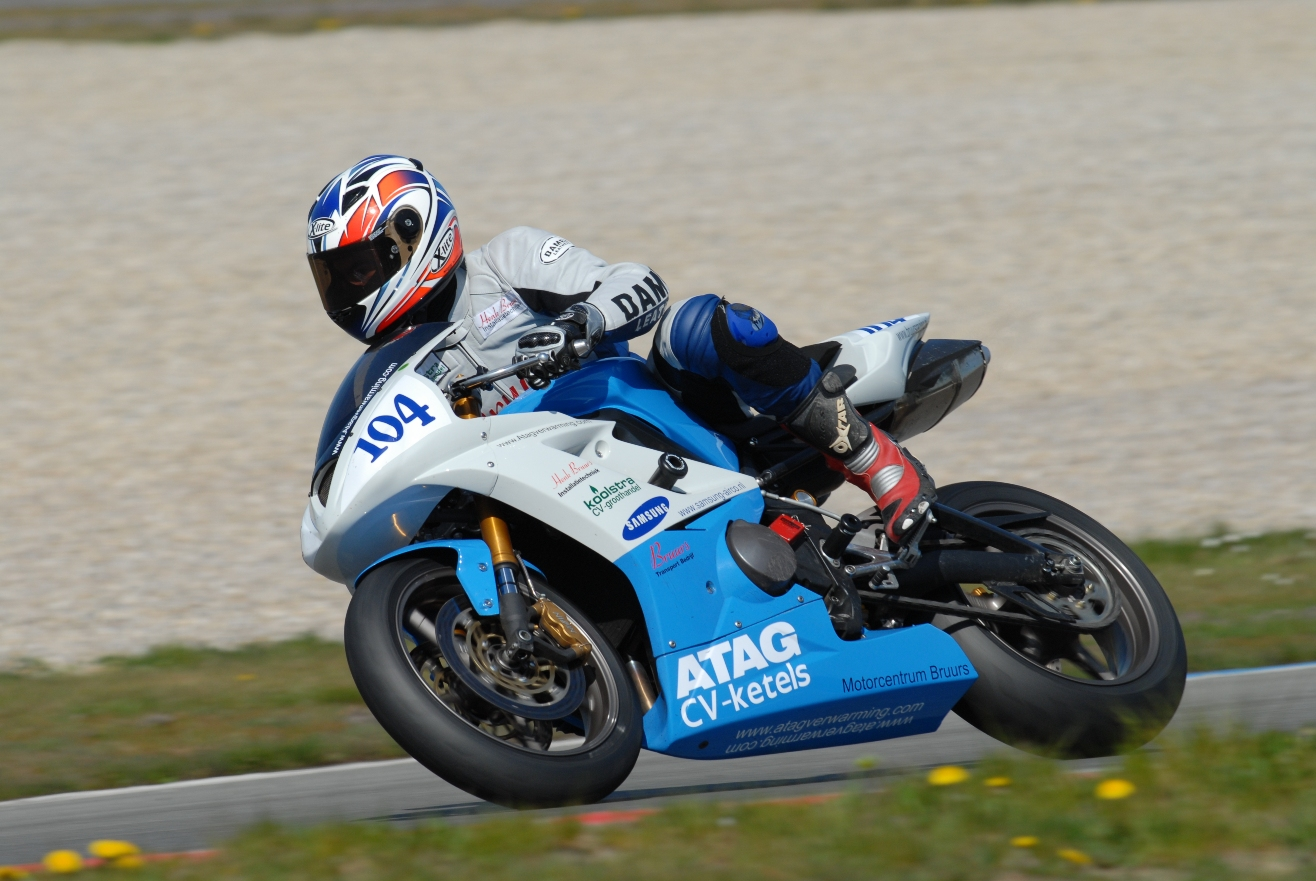
Kevin Bruurs auf dem TT Circuit Assen